# Солунско—битољска железница
Солунско—битољска железница је пуштена у саобраћај 1894.

## Збирка слика
- Мост на железници
- станица у Лерину 1894.
- Карта железнице